# NGC 6099
NGC 6099 (другие обозначения — UGC 10299, KCPG 493B, MCG 3-41-146, VV 192, ZWG 108.170, NPM1G +19.0457, PGC 57640) — эллиптическая галактика (E) в созвездии Геркулес.
Этот объект входит в число перечисленных в оригинальной редакции «Нового общего каталога».